# Geothlypis formosa
Mariquita-de-capuz-esverdeado (Geothlypis formosa) é uma ave espécie de Parulídeos.

## Descrição
Medidas:
- Comprimento : 5,1 pol (13 cm)
- Peso : 0,5-0,5 onças (13-14 g)

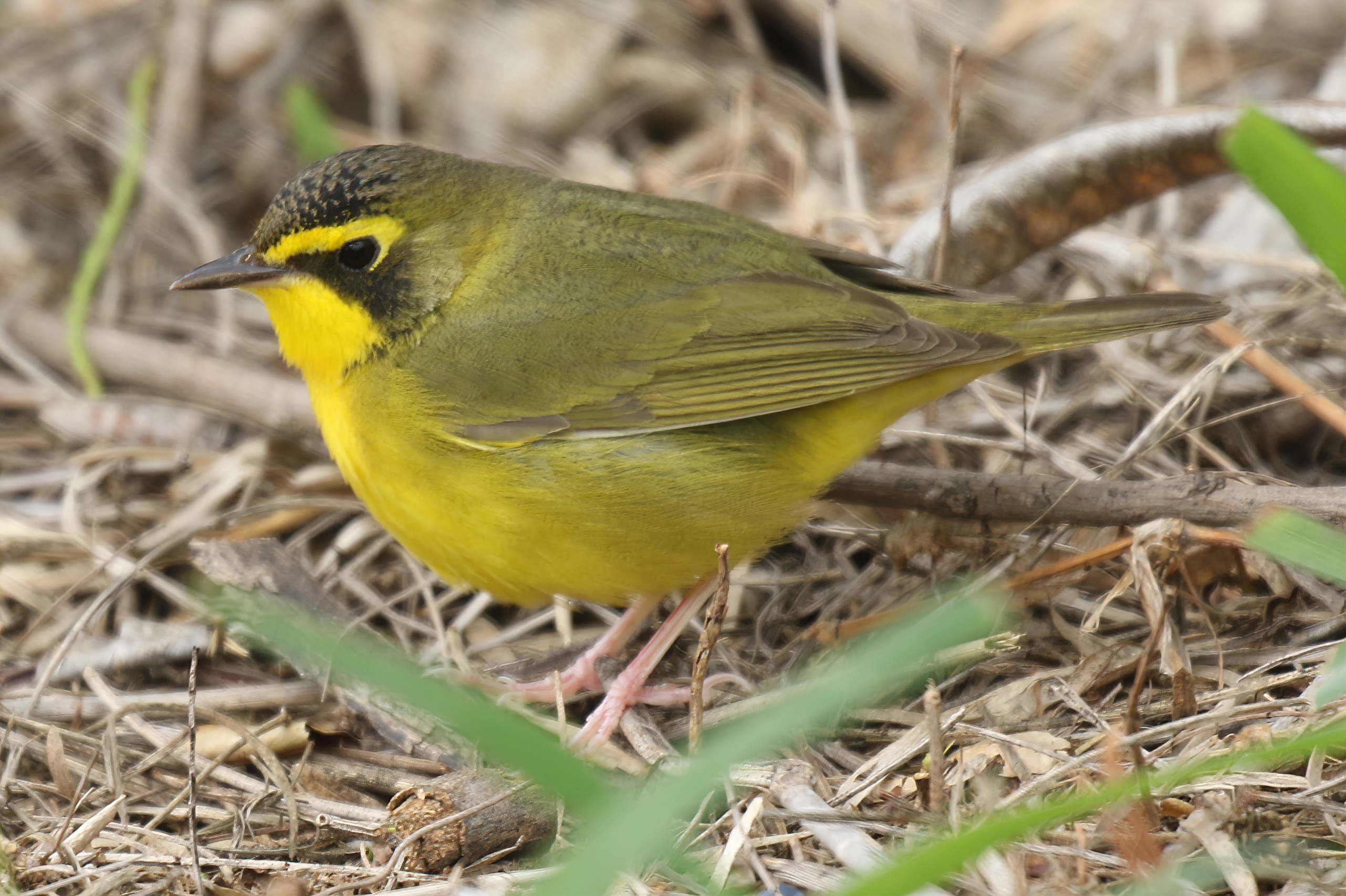
Ilha South Padre - Texas

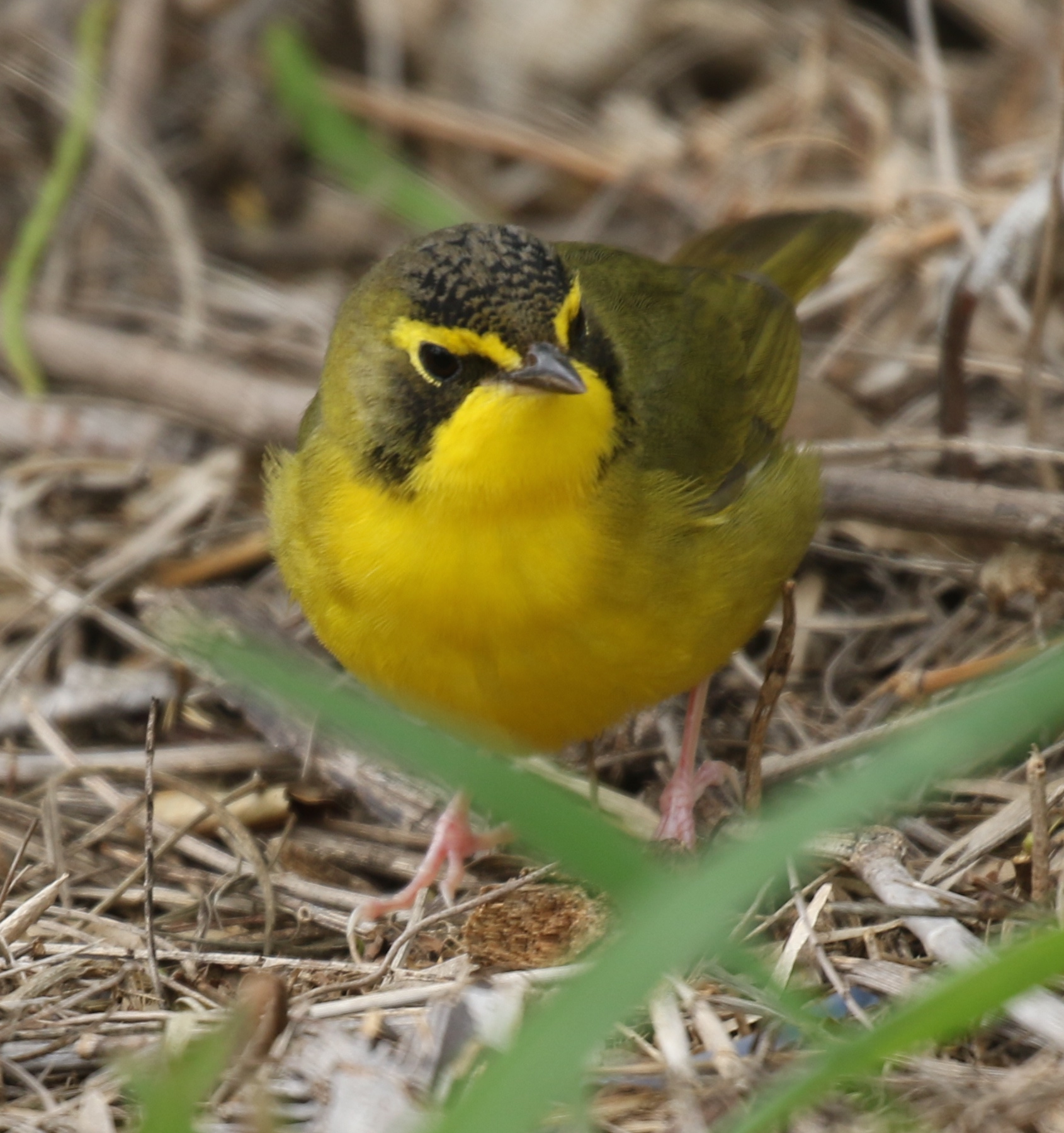
Ilha South Padre - Texas

- Envergadura : 7,9-8,7 pol (20-22 cm)

## Variações
A espécie é uma ave escassa com uma grande variedade, frequentando florestas Caducifólia úmidas. É migratório, passando o verão no centro e leste dos Estados Unidos, muitas vezes indo até o norte de Wisconsin até a Pensilvânia.